# Associazione Calcio Udinese 1925-1926
Questa pagina raccoglie i dati riguardanti l'Associazione Calcio Udinese nelle competizioni ufficiali della stagione 1925-1926.

## Stagione
Nella stagione 1925-1926 l'Udinese disputa il massimo campionato nel girone A del torneo di Lega Nord di Prima Divisione, con 13 punti ottiene il decimo posto, retrocedendo in Prima Divisione, perché la riforma dei campionati prevede il nuovo torneo della massima categoria, dalla stagione 1926-1927 si chiami Divisione Nazionale, composto dalle prime otto classificate dei due gironi A e B della Lega Nord, mentre la Prima Divisione resta, ma è il campionato cadetto, quello che al termine della riforma, dalla stagione 1929-1930 diventerà la Serie B. Al termine del campionato l'Udinese avrebbe potuto disputare un torneo per recuperare un posto nel campionato di Divisione Nazionale, ma il presidente bianconero, impressionato dalle notevoli spese da sostenere nel nuovo campionato, rinuncia a giocarlo, non presentandosi il 29 agosto 1926, a Verona per affrontare il Legnano. L'attuale girone A del campionato è stato vinto dal Bologna con 38 punti, mentre lo scudetto viene vinto per la seconda volta dalla Juventus, a distanza di ventuno anni dal primo successo, che ha vinto il girone B, poi ha superato il Bologna nelle finali di Lega Nord, ed infine vince le due partite di finale scudetto contro l'Alba Roma. Con l'Udinese non hanno ottenuto l'accesso alla nuova massima categoria Il Pisa, il Legnano ed il Novara.

## Rosa
| N. |                   | Ruolo | Calciatore        |
| -- | ----------------- | ----- | ----------------- |
|    | Italia (bandiera) | A     | Mario Agosti      |
|    | Italia (bandiera) | D     | Gino Bellotto     |
|    | Italia (bandiera) | A     | Carlo Bonino      |
|    | Italia (bandiera) | D     | Ettore Cantarutti |
|    | Italia (bandiera) | C     | Comino            |
|    | Italia (bandiera) | C     | Enzo Dal Dan      |
|    | Italia (bandiera) | C     | Gino De Biasi     |
|    | Italia (bandiera) | C     | Pietro Gerace     |
|    | Italia (bandiera) | P     | Franco Lipizer    |
|    | Italia (bandiera) | D     | Giuseppe Liuzzi   |
|    | Italia (bandiera) | A     | Luigi Miconi      |

| N. |                   | Ruolo | Calciatore         |
| -- | ----------------- | ----- | ------------------ |
|    | Italia (bandiera) | C     | Libero Molinis     |
|    | Italia (bandiera) | A     | Giacomo Moretti    |
|    | Italia (bandiera) | C     | Raimondo Mulinaris |
|    | Italia (bandiera) | A     | Plinio Palmano     |
|    | Italia (bandiera) | C     | Alfredo Piani      |
|    | Italia (bandiera) | A     | Lodovico Pollak    |
|    | Italia (bandiera) | C     | Silvio Semintendi  |
|    | Italia (bandiera) | P     | Mario Sernagiotto  |
|    | Italia (bandiera) | C     | Aldo Spivach       |
|    | Italia (bandiera) | C     | Luigi Tosolini     |
|    | Italia (bandiera) | A     | Stelio Zilli       |

## Risultati

### Prima Divisione 1925-1926

#### Girone di andata
| Arbitro: | Turbiani (Ferrara) |

|                                   |           |                                                      |
| Molinis 23’ Gerace 25’ Pollak 69’ | Marcatori | 22’ Conti 44’ Giustacchini 51’ Moretti 62’ Schönfeld |

| Arbitro: | Scarpi (Dolo) |

|             |           |                 |
| Bazzell 12’ | Marcatori | 53’, 75’ Pollak |

| Arbitro: | Rubinato (Trieste) |

|              |           |                                                                                       |
| Tosolini 14’ | Marcatori | 21’ (rig.) Martelli 23’ (aut.) Piani 26’, 29’, 45’ Schiavio 71’ Della Valle 81’ Pozzi |

| Arbitro: | Turbiani (Ferrara) |

|                                                |           |  |
| G. Chiecchi 21’, 70’ Bolla 64’ E. Chiecchi 85’ | Marcatori |  |

| Arbitro: | Grossi (Milano) |

|                      |           |           |
| Mattea 70’ Gabba 87’ | Marcatori | 5’ Gerace |

| Arbitro: | Germani (Padova) |

|                                     |           |                                        |
| Miconi 24’ Bellotto 69’, 79’ (rig.) | Marcatori | 30’, 35’ Bonardi 80’ (rig.) Bissolotti |

| Arbitro: | Trezzi (Milano) |

|                           |           |                          |
| Miconi 3’, 81’ Gerace 38’ | Marcatori | 37’ Fontana 43’ B. Poggi |

| Arbitro: | Bellandi (Milano) |

|                                                            |           |            |
| Winkler 31’ (rig.), 47’, 55’ Breviglieri 35’ Scaltriti 89’ | Marcatori | 45’ Pollak |

| Arbitro: | Sguerso (Savona) |

|                                                                    |           |  |
| Libonatti 17’ Baloncieri 26’, 53’, 82’ Kreutzer 57’ Calvi 67’, 87’ | Marcatori |  |

| Arbitro: | Garbieri (Genova) |

|                                                      |           |                |
| Ferrè 14’ Tosi 30’, 35’ Gallino 36’ Bottini 64’, 75’ | Marcatori | 43’ Semintendi |

| Arbitro: | Bellandi (Milano) |

|            |           |                       |
| Pollak 80’ | Marcatori | 2’ Dotti 70’ D'Aquino |

#### Girone di ritorno
| Arbitro: | Actis (Torino) |

|                                     |           |                      |
| L. Cevenini 20’, 75’ Conti 52’, 85’ | Marcatori | 1’ Agosti 27’ Pollak |

| Arbitro: | Osti (Ferrara) |

|            |           |                 |
| Agosti 28’ | Marcatori | 7’, 71’ Merciai |

| Arbitro: | Bonello (Venezia) |

|                                                    |           |  |
| Schiavio 41’ Perin 51’, 55’ G. Martelli 58’ (rig.) | Marcatori |  |

| Arbitro: | Pozzi (Mantova) |

|                        |           |                                      |
| Tosolini 41’, 66’, 69’ | Marcatori | 17’, 55’ E. Chiecchi 32’ G. Chiecchi |

| Arbitro: | Scarpi (Dolo) |

|                 |           |            |
| Agosti 19’, 29’ | Marcatori | 60’ Blando |

| Arbitro: | Actis (Torino) |

|                                    |           |                |
| Rizzi 18’ Bonardi 50’ Giuliani 76’ | Marcatori | 48’ Semintendi |

| Arbitro: | Minoli (Torino) |

|                                      |           |                          |
| Fontana 13’ M. Viviani 18’ Poggi 52’ | Marcatori | 33’ Tosolini 57’ Moretti |

| Arbitro: | Salvagno (Venezia) |

|                               |           |            |
| Semintendi 8’, 29’ Agosti 89’ | Marcatori | 45’ Olvedi |

| Arbitro: | Bonello (Venezia) |

|                                           |           |                                 |
| Spivach 6’ Gerace 58’ Semintendi 76’, 84’ | Marcatori | 20’ Amadesi 22’, 86’ Baloncieri |

| Arbitro: | Bruna (Venezia) |

|                 |           |                  |
| Agosti 63’, 81’ | Marcatori | 23’, 90’ Mezzera |

| Arbitro: | Musso (Torino) |

|                                                                           |           |                                 |
| D'Aquino 3’ Tosolini 12’ (aut.) Marucco 25’ (rig.), 50’ (rig.) Crotti 51’ | Marcatori | 20’ Spivach 40’, 55’ Semintendi |